# John Raynor
John Patrick Raynor (né le 4 janvier 1984 à Memphis, Tennessee, États-Unis) est un voltigeur de baseball. Il fait partie de l'organisation des Marlins de la Floride de la Ligue majeure de baseball.

## Carrière
Après avoir évolué en ligues mineures dans l'organisation des Marlins de la Floride de 2006 à 2009, John Raynor est recruté par les Pirates de Pittsburgh au repêchage de règle 5 de décembre 2009. Il amorce la saison suivante avec le club et débute en Ligue majeure le 8 avril 2010 à l'âge de 26 ans, alors qu'on l'appelle comme frappeur suppléant face aux Dodgers de Los Angeles. Il réussit son premier coup sûr dans les majeures le 12 avril contre le lanceur Barry Zito des Giants de San Francisco
Raynor apparaît dans 11 parties des Pirates, frappant deux coups sûrs en dix pour une moyenne de ,200.
Les Pirates retournent Raynor aux Marlins de la Floride le 4 mai 2010 en échange de 25 000 dollars. Le joueur se rapporte aux Zephyrs de la Nouvelle-Orléans, le club-école des Marlins en Ligue de la Côte du Pacifique pour qui il avait évolué l'année précédente.